# Албертвил (Алабама)
Албертвил (енгл. Albertville) град је у америчкој савезној држави Алабама. По попису становништва из 2010. у њему је живело 21.160 становника.

## Демографија
Према попису становништва из 2010. у граду је живело 21.160 становника, што је 3.913 (22,7%) становника више него 2000. године.
| Група             | 2000.          | 2010.          |
| Белци             | 13.923 (80,7%) | 14.419 (68,1%) |
| Афроамериканци    | 353 (2,0%)     | 405 (1,9%)     |
| Азијати           | 45 (0,3%)      | 97 (0,5%)      |
| Хиспаноамериканци | 2.773 (16,1%)  | 5.899 (27,9%)  |
| Укупно            | 17.247         | 21.160         |